# Ashokapuram
Ashokapuram es una ciudad censal situada en el distrito de Coimbatore en el estado de Tamil Nadu (India). Su población es de 12993 habitantes (2011). Se encuentra a 7 km de Coimbatore.

## Demografía
Según el censo de 2011 la población de Ashokapuram era de 12993 habitantes, de los cuales 6446 eran hombres y 6547 eran mujeres. Ashokapuram tiene una tasa media de alfabetización del 89,85%, superior a la media estatal del 80,09%: la alfabetización masculina es del 93,12%, y la alfabetización femenina del 86,66%.